# 簡東浦家族

## 家族特色
簡東浦家族中之各種特色：
- 與利希慎家族有一段姻親關係：
  - 簡悅慶 = 利舜賢
- 與馮平山家族有一段姻親關係：
  - 簡笑嫻 = 馮秉芬爵士

## 家族成員
- 簡東浦（東亞銀行創辦人之一）
  - 簡笑嫻 = 馮秉芬爵士
  - 簡悅強爵士（行政局首席議員） = 伍憲平
    - 簡崇知 = 馮趣先[1]
      - 簡俊琪
      - 簡瑞禮
      - 簡恩禮
      - 簡懿禮

  - 簡悅慶 = 利舜賢[2]
    - 簡而文 = 莊澤浩
    - 簡而理 = 王立宇

  - 簡悅威教授（首屆邵逸夫醫學獎得主）
    - （共十四子女）
- 簡玉成（原香港中華百貨公司創始人之一） = 何燕清
  - 簡悅猷
  - 簡笑鳳
  - 簡笑華
  - 簡悅文
  - 簡笑媜
  - 簡笑芸
  - 簡笑芬
  - 簡悅榮

## 外部連結
- 簡東浦
- 簡悅強[永久]
- 簡笑媜 （页面存档备份，存于）